# ابوالقاسم طاهری
ابوالقاسم طاهری (متولد ١٣۴٢) نویسنده و پژوهشگر ایرانی و استاد گروه علوم سیاسی علوم و تحقیقات تهران و دانشگاه علامه طباطبایی  است.